# Afkalven

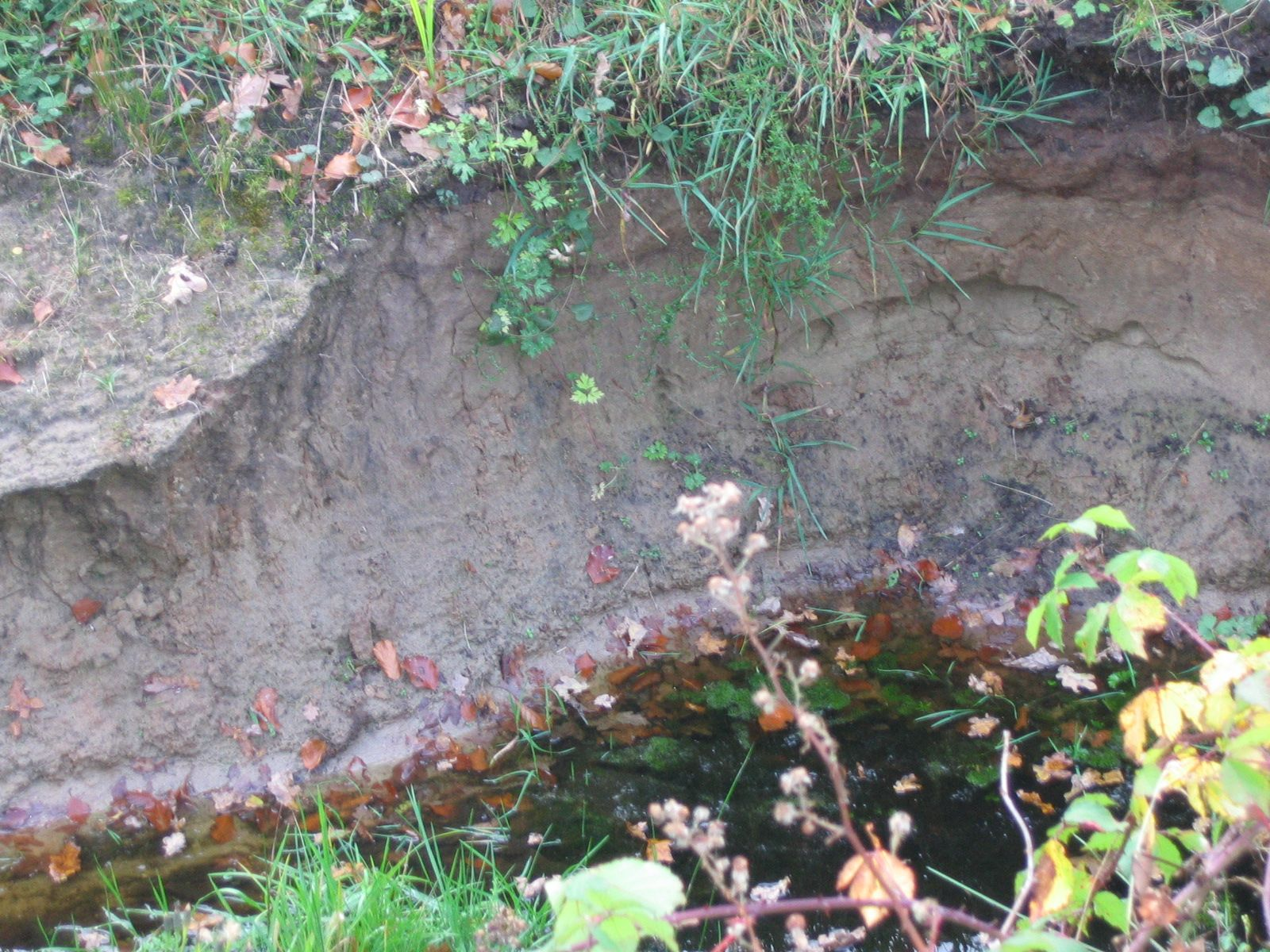
Afkalving van de oever van een sloot. Friesland, november 2004.

Afkalven (ook: inglijden, inscharen) is het in elkaar zakken of inglijden van oevers van waterlopen. De locatie wordt afkalving of inglijding genoemd.
Afkalven kan in twee richtingen plaatsvinden:
1. de stromingsrichting van het water en de dijk of oever liggen parallel
2. de stromingsrichting van het water en de dijk of oever staan haaks op elkaar

In het eerste geval vindt erosie plaats door stromend water van beken en rivieren. Ze kunnen hierdoor geleidelijk hun loop veranderen. Krijgen beken en rivieren door dit erosieproces een slingerende loop, dan wordt dat meanderen genoemd.
In het tweede geval vindt afkalven vooral plaats bij dijken, waar door golfslag en golfoploop de dijk wordt aangetast.
Naast erosie door stromend water kan ook het te zwaar belasten van de grond naast de oever, bijvoorbeeld door zwaar verkeer, afkalvingen veroorzaken. Het afkalven kan worden tegengegaan door de plaatsing van beschoeiingen of andere oeverbeschermingen. Op plaatsen waar gebaggerd wordt is dit vaak onmogelijk of onpraktisch, daarom komt oeverval hier veel voor.

## Zand- en grindgaten
Een beperkt onderzoek bij zandgaten die ontgonnen werden, wees uit dat oeverval bij meer dan een op de drie zandgaten had plaatsgevonden, in meerdere gevallen over breedtes van vijftig tot honderd meter. Theorie en onderzoek geven een oorzakelijk verband met het baggerwerk aan, maar dit is in de praktijk vaak niet gemakkelijk vast te stellen. Trillingen, de steilte van het talud en variaties in korrelgrootte kunnen een rol spelen. Er worden drie typen afkalvingen onderscheiden. Vaak vond de afkalving plaats binnen enkele minuten na de oorzaak, maar afhankelijk van het type kon de oeverval ook zes uur na het einde van het werk optreden. Bij grindgaten werd in dit onderzoek geen enkele afkalving gerapporteerd.